# Andréi Kliuyev
Andréi Vladímirovich Kliúyev (en ruso Андрей Владимирович Клюев; 13 de junio de 1987, Lípetsk) es un ciclista ruso, que fue profesional desde el 2006 hasta al 2011. Ha combinado con el ciclismo en pista.

## Palmarés en ruta
- 2005
  - Vencedor de una etapa de la Vuelta a la región de Łódź
- 2006
  - Vencedor de una etapa del Tour de Hainan
  - Vencedor de 2 etapas del Tour del Mar de China Meridional
- 2007
  -  Campeón de Europa sub-23 en Ruta
  - 1º en el Boucle de Artois
  - Vencedor de una etapa de los Tres días de Valclusa
  - Vencedor de una etapa del Tour de Normandía
- 2011
  - Vencedor de una etapa de la Friendship People North-Caucasus Stage Race

## Palmarés en pista
- 2005
  -  Campeón del mundo junior en Madison (con Alexey Shiryaev )